# Referéndum para la independencia de Transnistria de 1991
El referéndum de 1991 en Transnistria tuvo lugar en Transnistria el 1 de diciembre de 1991. En esa fecha, Transnistria votó para continuar con su independencia de facto y buscar el reconocimiento internacional como un país soberano independiente y miembro de la comunidad internacional.

## Resultados
El 97,7% de los que acudieron a las urnas optaron por la separación de Moldavia. En números, 372.027 personas participaron en el referéndum. De ellos, 363.647 personas votaron por la independencia de la República Moldava de Transnistria.
Se invitó a observadores internacionales, incluidos representantes del Departamento de Estado de los Estados Unidos. Sin embargo, solo los representantes del ayuntamiento de San Petersburgo aceptaron la invitación a participar. En la conclusión de los observadores, el referéndum fue una expresión de la verdadera voluntad de la población de Transnistria. Estados Unidos, que no acogió la invitación para presenciar el referéndum, luego expresó dudas sobre su veracidad. Transnistria se ofreció a celebrarlo de nuevo, y, de hecho, lo hizo con el referéndum de Transnistria de 2006.
| Elección | Votos   | %    |
| -------- | ------- | ---- |
| Sí       | 363,647 | 97.7 |
| No       | 8,380   | 2.3  |
| Total    | 372,027 | 100  |